# Doppelgänger

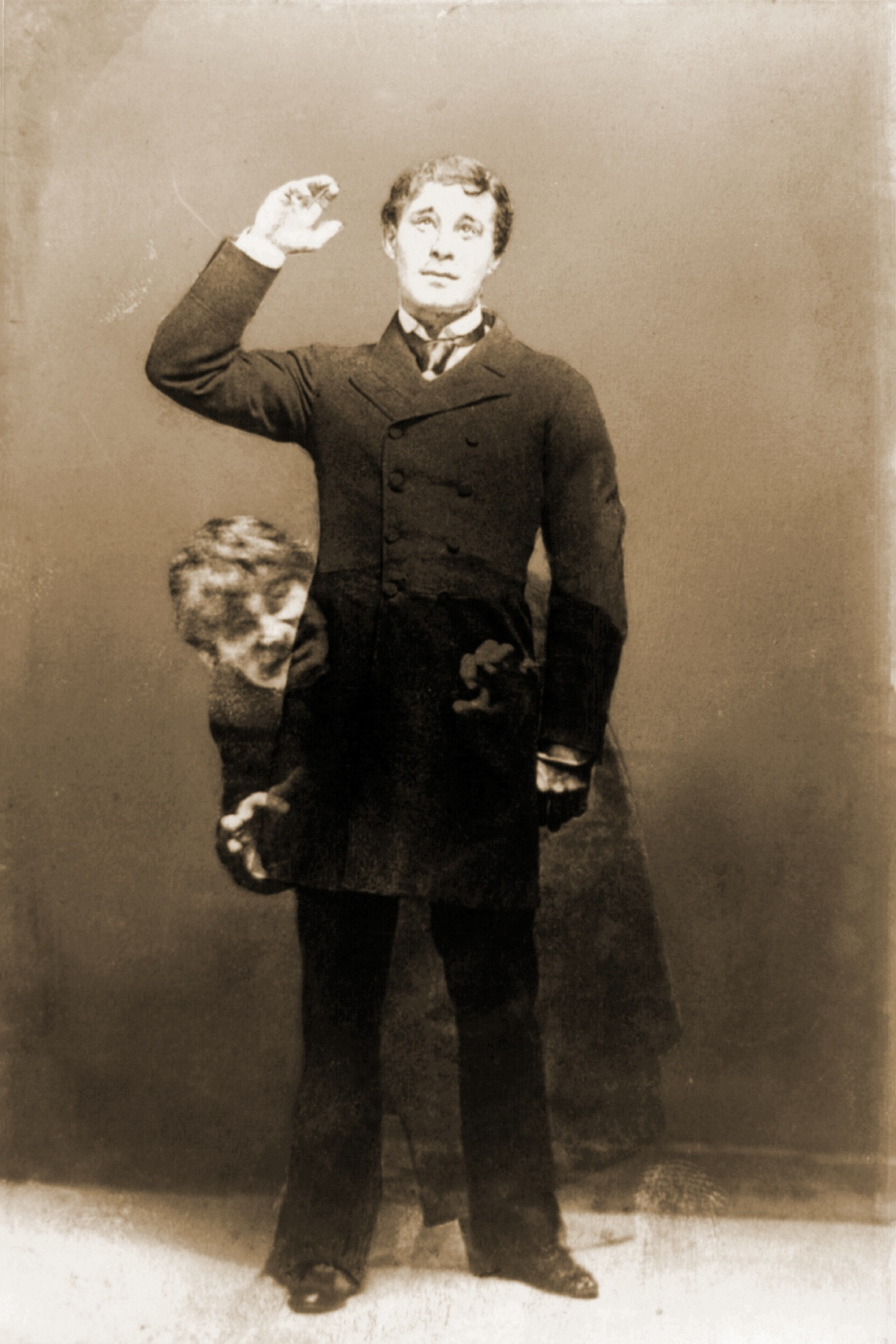
Raffigurazione del doppio in un fotomontaggio di presentazione del dramma Lo strano caso del dr. Jekyll e mr. Hyde (1887)

Doppelgänger ([ˈdɔpl̩ˌɡɛŋɐ] ) è un termine tedesco, composto da doppel, «doppio», e Gänger, «che va», «che passa» (da gehen, «andare»). Ha il senso di «bilocato»; ed è tradotto in italiano come «doppio» o talvolta, impropriamente, «sosia»; in latino anche alter ego.
Si riferisce a un qualsiasi doppio o sosia di una persona, più comunemente in relazione al cosiddetto gemello maligno o alla bilocazione; descrive anche il fenomeno nel quale si vede la propria immagine con la coda dell'occhio.
In leggende e romanzi è un duplicato spettrale o reale di una persona vivente; nel folclore è inoltre descritto come uno spirito incapace di scomparire. In alcune mitologie vedere il proprio Doppelgänger è un presagio di morte, mentre visto da amici o da parenti di una persona può anche portare sfortuna o annunciare il sopraggiungere di una malattia.

## Il doppio in filosofia
La tematica del «doppio» in filosofia appartiene a quelle dottrine secondo cui ogni realtà possiede una propria controparte speculare, alla quale è necessario ricollegarla per poter ricomporre in unità i due opposti. Eraclito sosteneva ad esempio: «ciò che si oppone converge, e dai discordanti [sorge] bellissima armonia»; concezione che si è andata definendo nei sistemi di pensiero connotati dalla dialettica o da un rapporto di polarità fra una tesi e un'antitesi.

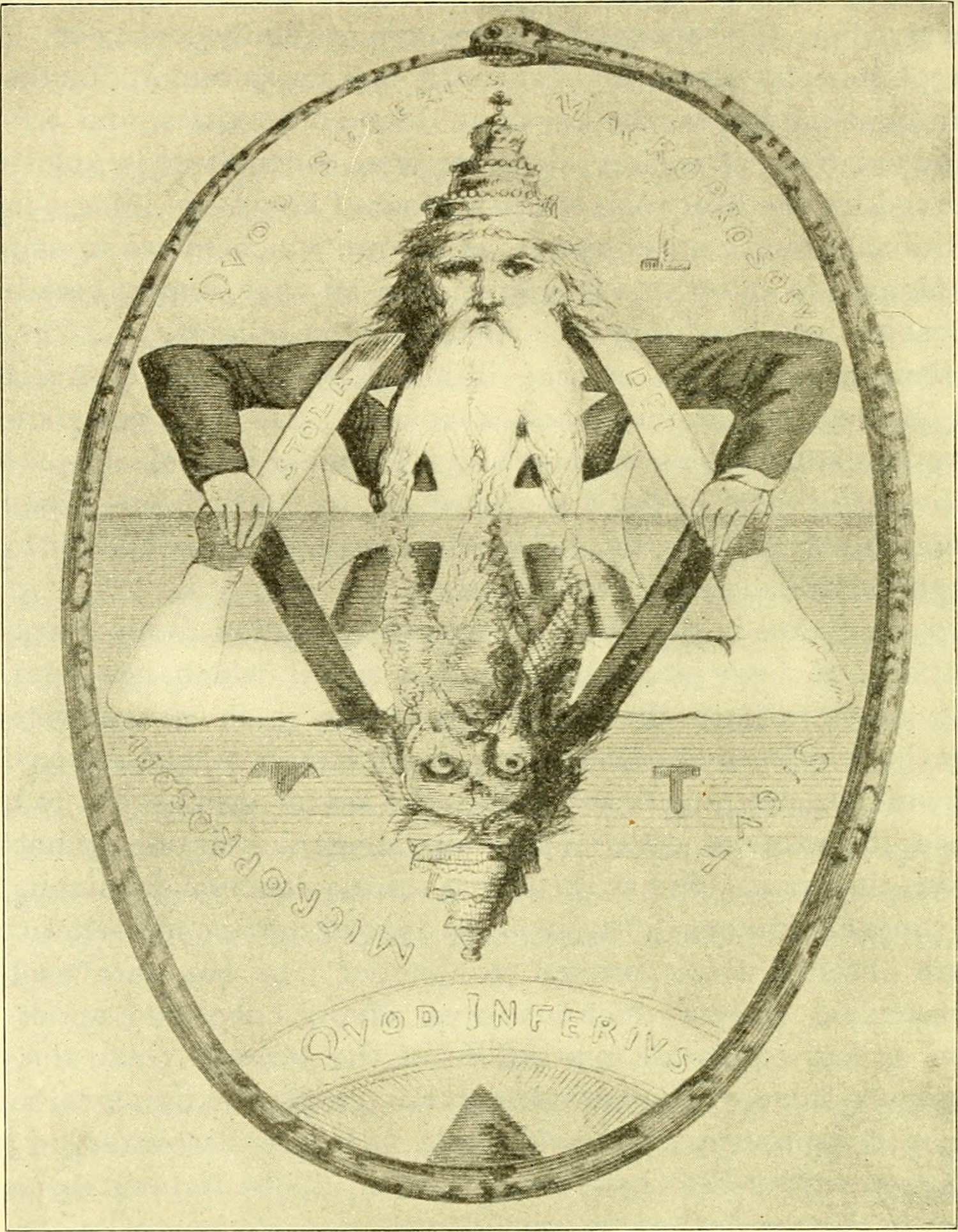
Il doppio come alterità nel sigillo di Salomone, riflesso del livello superiore di realtà in quello inferiore, ma in senso rovesciato.

Per Platone ogni ente terreno ha un proprio «altro» nella dimensione ultraterrena: il riconoscimento di quest'alterità, a cui egli ricondusse l'origine del molteplice, annoverandola tra i cinque «generi sommi» del mondo delle idee, lo condusse a superare l'uguaglianza parmenidea tra essere ed identità, ma aprì anche il problema di spiegare il motivo di una tale duplicazione.
Così le successive filosofie neoplatoniche, pur teorizzando un monismo trascendente, lo scompongono sul piano immanente in un dualismo irriducibile ad una ricomposizione razionale: Plotino afferma che «nel mondo intelligibile ogni essere è tutti gli esseri, ma quaggiù ogni cosa non è tutte le cose», mentre Cusano concepisce una coincidentia oppositorum per la quale due o più entità contrapposte hanno una comune radice, che però li travalica entrambi.
Il problema di spiegare la realtà corporea come uno sdoppiamento della mente, o dello spirito, che genera in tal modo la molteplicità, ha dato luogo a diverse soluzioni nell'età moderna. In opposizione al monismo, fra le correnti filosofiche che aderiscono al cosiddetto «dualismo ontologico», questo risulta ulteriormente suddivisibile in:
- dualismo delle sostanze: corrispondente al dualismo cartesiano classico, che concepisce pensiero e materialità come due sostanze diverse;
- dualismo delle proprietà: la sostanza può essere unica, ma il pensare e la materialità possiedono al suo interno caratteristiche completamente separate.[11]

Si tratta di una tematica che è stata tra l'altro ampiamente trattata dai filosofi del Romanticismo, in relazione al porsi dell'Io che si rispecchia nel non-io.

## Antropologia e religione
La concezione dello spirito o dell'anima come doppio del corpo, che può sussistere anche senza il supporto materiale di questo, secondo Tylor è alla base delle antropologie dualistiche e dell'animismo.
Tale idea del doppio era indicata con il termine Ka nell'antico Egitto. Il Ka era simbolizzato nei geroglifici egiziani con due braccia che stavano ad indicare sia l'abbraccio che la protezione.
James Frazer rileva la frequente associazione, presente nelle credenze popolari, tra il corpo di una persona e la sua ombra, oppure con la sua immagine riflessa, che viene identificata con l'anima. Riferisce ad esempio del timore degli Zulù a specchiarsi negli stagni, per la possibilità che essa venga rapita da uno spirito animalesco delle acque.
Nella mitologia europea il tema del doppio ricorre nella figura di Giano bifronte, oppure nel mito dell'androgino, secondo cui ogni persona ha un proprio doppio ma del sesso opposto, a cui era originariamente unito.

## In psicoanalisi

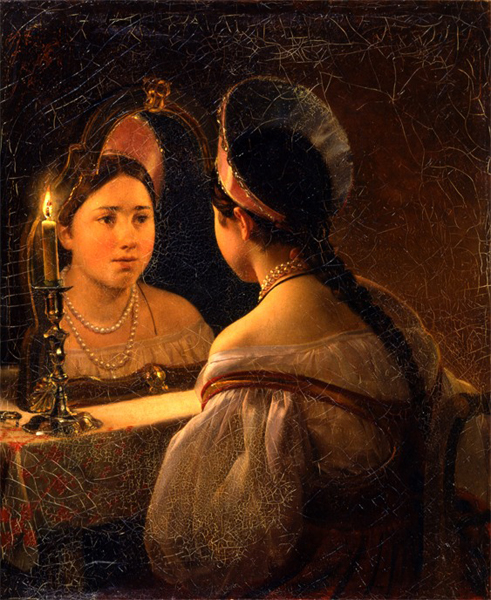
Svetlana allo specchio, olio su tela di Karl Pavlovič Brjullov

Gli studi psicologici e psicoanalitici sui Doppelgänger hanno investigato sia casi clinici, sia miti (ad esempio quello di Narciso), sia racconti fantastici e della tradizione popolare. Nella maggior parte dei casi il fenomeno del Doppelgänger è collegato al concetto freudiano di Das Unheimliche (Il perturbante) oppure al disturbo narcisistico di personalità.
Si deve a Freud, in particolare, l'aver sdoppiato l'integrità dell'individuo tra una parte conscia ed una inconscia; egli ne individua poi altre istanze quali l'Es, l'Io e il Super-io. Ripercussioni di questa scissione in ambito psicoanalitico si ritrovano nella letteratura del Novecento, in particolare italiana, in autori come Svevo e Pirandello (ad esempio nel fu Mattia Pascal).
L'allievo di Freud Otto Rank, in Der Doppelgänger (Il Doppio, 1914) sviluppa un ampio studio e mette il doppio in connessione con la morte.
Nella psicologia analitica esso è implicito nella distinzione che Carl Jung fa tra personalità uno, quale personalità centrata sull'Io, e la personalità due, una personalità più ampia centrata sul Sé, anche se Jung non parla di doppio ma di «ombra».
Alcuni autori connettono l'apparizione di un doppio con crisi legate allo sviluppo dell'io, o a fasi in cui il vissuto esistenziale spinge a una riconfigurazione dell'identità. In questi casi la comparsa di un doppio è sempre sintomatica di una necessaria trasformazione del proprio sé, che può essere vissuta in maniera persecutoria, da qui il carattere perturbante del Doppelgänger.

## Il doppio nell'esoterismo e nell'occulto
Nell'ambito dell'esoterismo e dell'occultismo, si distinguono varie accezioni: ad esempio nell'antroposofia vi è un Doppelgänger che è considerato da Steiner un'entità malvagia di natura ahrimanica, che penetra in ogni essere umano al momento della nascita, accompagnandolo tutta la vita per separarsene infine pochi istanti prima della morte. Al contrario del daimon socratico, rispondente in un certo senso alla voce dell'angelo custode, il doppio ahrimanico tende ad offuscare la libera coscienza dell'individuo, istillandovi, come un parassita, pensieri ed impulsi all'azione estranei al suo autentico modo di essere. Esso diventa così la causa anche delle malattie organiche.
Il Doppelgänger malvagio non è da confondere poi col guardiano della soglia, che è invece un semplice sosia, il quale si mostra al discepolo dell'occultismo per come questi è veramente, cioè appunto come il suo vero doppio, per rivelargli i suoi difetti e le debolezze che gli impediscono di procedere nel cammino iniziatico verso la veggenza.
Più in generale, gli studiosi di spiritismo quando si riferiscono al doppio intendono il «corpo astrale», oppure il «perispirito». Parlano anche del doppelgänger come il «doppio etereo».

### Lo sdoppiamento in punto di morte
Il concetto di sdoppiamento rimanda inoltre a quello tipico delle esperienze al confine della morte (NDE) di cui Jung ha descritto un'esperienza in prima persona, allorché in età avanzata dopo una caduta fu colpito da un attacco cardiaco. Nella sua autobiografia racconta come egli in quelle drammatiche condizioni riuscisse a vedere se stesso, quasi un suo doppio, giacere in coma.
Di questa esperienza così Jung riferisce: «posso parlare di quest'esperienza soltanto come di un'estasi in cui il presente, il passato e il futuro sono una cosa sola».

### Bilocazione e viaggi extracorporei
Al doppio ci si riferisce pure riguardo al fenomeno tipico delle esperienze di bilocazione, come quelle descritte nelle vite di numerosi santi, ad esempio Padre Pio o Giuseppe da Copertino, definite dagli parapsicologi anche esperienze extracorporee (OBE).
Robert A. Monroe, manager americano delle  telecomunicazioni, all'inizio degli anni sessanta affermò di avere sperimentato simili esperienze di sdoppiamento ma volle farsi studiare in maniera scientifica, così si sottopose ad elettroencefalogramma mentre simili esperienze erano in corso. Il dottor Charles Tart si incaricò di questi studi e concluse che si trattava di manifestazioni oniriche.

## Il doppio nella letteratura e nella cultura

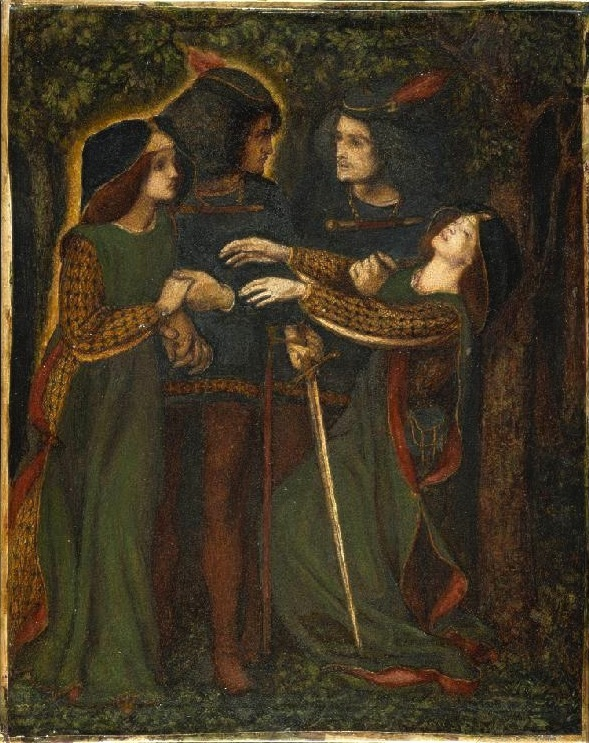
How They Met Themselves, di Dante Gabriel Rossetti (1864)

Il tema del doppio è affrontato in letteratura già dall'epoca classica. In quella greca da Elena di Euripide, mentre nella  letteratura latina è presente soprattutto nelle opere di Plauto e Ovidio: Plauto usa il doppio come espediente per creare la situazione comica, l'equivoco su cui sono basate le sue commedie come Anfitrione (di cui Sosia è il nome di un personaggio) e i Menecmi. Nelle Metamorfosi di Ovidio si assiste al mutare delle forme in corpi nuovi, e così nell'omonima opera di Apuleio il protagonista Lucio vive due identità, come uomo e come bestia.
È stato poi illustrato in maniera celebre da Lo strano caso del dottor Jekyll e del signor Hyde di Robert Louis Stevenson (1866), in cui più personalità convivono in uno stesso corpo.
Altri testi letterari noti per il tema del doppio annoverano Il ritratto di Dorian Gray di Oscar Wilde, Il compagno segreto di Joseph Conrad, Il visconte dimezzato di Italo Calvino, Il castello bianco di Orhan Pamuk, Il sosia di Fëdor Michajlovič Dostoevskij, Storia straordinaria di Peter Schlemihl di Adelbert von Chamisso, Il cappotto di astrakan di Piero Chiara, I due gemelli veneziani di Carlo Goldoni, William Wilson di Edgar Allan Poe, La metà oscura di Stephen King, L'uomo duplicato di José Saramago, Uno, nessuno e centomila di Luigi Pirandello.
Nell'arte il tema ricorre nei dipinti ispirati al mito di Narciso come quelli di Caravaggio, o dell'ermafrodito di Carlo Carrà, in quelli rinascimentali sul rebis alchemico. Altri esempi sono il Ritratto del dottor Gachet di Van Gogh, le opere di Dante Gabriel Rossetti, di René Magritte, ecc.
Analogamente la filmografia si è ampiamente dedicata a questo tema. Tra i film che affrontano la tematica del Doppelgänger ci sono, tra gli altri, Lo studente di Praga (1913), Doppia immagine nello spazio (1969), L'uomo che uccise se stesso (1970), Images (1972), Possession (1981), La doppia vita di Veronica (1991), The Prestige (2006), Il sosia - The Double (2013), Annientamento (2019).

## Nel folclore
Nei racconti del folclore i Doppelgänger non proiettano ombre e non si riflettono negli specchi o nell'acqua. Si suppone che forniscano consigli alla persona di cui hanno le sembianze, che possono essere fuorvianti o maliziosi. Possono anche, in rari casi, instillare idee nella mente delle loro vittime o apparire ad amici e parenti, provocando confusione. In molti casi una volta che si è visto il proprio Doppelgänger si è condannati a essere perseguitati da immagini della propria controparte spettrale.

## Testimonianze sul fenomenoDoppelgänger
- Stando a quanto scrive Plutarco, Marco Giunio Bruto, uno dei congiurati delle Idi di marzo e figlio adottivo di Gaio Giulio Cesare, era ossessionato dal suo Doppelgänger. Bruto riceveva in sogno la visione di un fantasma, che secondo alcuni era lo spettro dello stesso Cesare. Alle tre del mattino del giorno fatidico della battaglia di Filippi, mentre stava curando i dettagli della strategia da seguire in battaglia, a Bruto apparve quello che Plutarco definisce "un fantasma". Quando il Cesaricida chiede all'ombra: «Chi sei tu? Da dove vieni?», essa gli risponde: «Sono il tuo cattivo demone, Bruto: ci rivedremo a Filippi». Bruto risponde, a sua volta: «Ti vedrò!». Rivide il fantasma durante la notte della vigilia della battaglia.
- La notte del 25 giugno 363 l'imperatore Flavio Claudio Giuliano fatica a prender sonno per il caldo opprimente vicino a Samarra, durante la sua campagna contro i Persiani. Gli sembra di scorgere nel buio della sua tenda una figura: è il Genius Publicus, quello che gli era apparso nell'esaltante notte di Lutezia e lo aveva invitato a non lasciarsi sfuggire l'occasione di prendere il potere. Ora ha però il capo velato a lutto, lo guarda senza parlare, poi si volta e lentamente svanisce. L'indomani l'imperatore romano morì dopo che un giavellotto gli trafisse il fegato.
- La dama di compagnia della madre di Napoleone, Maria Letizia Ramolino, tal Rosa Mellini, nelle proprie memorie cita un episodio accaduto nel cuore della notte del 5 maggio 1821, giorno della morte dell'imperatore francese nell'isola di Sant'Elena. Napoleone spirò nel tardo pomeriggio di quel giorno e la notizia ufficiale del suo decesso giunse in Europa il 16 luglio di quell'anno. Eppure un uomo che somigliava fisicamente al defunto imperatore e la cui voce ricordava pure quella del Grande Còrso bussò al portone di Palazzo Bonaparte, a Roma, dove viveva in esilio la di lui madre, per annunciarle il trapasso del figlio con queste parole: "Signora, nel momento in cui vi parlo Sua Maestà Napoleone è liberato dalle sue pene ed è felice. Altezza, baciate questo crocifisso, il Salvatore del figlio vostro. Fra molti anni lo rivedrete".[32].
- Una storia popolare circa Umberto I di Savoia re d'Italia racconta che egli una volta mangiò in un ristorante e scoprì che il proprietario era il suo sosia. La storia prosegue narrando che parlando con l'uomo, Umberto venne a conoscenza di una serie di coincidenze tra le loro vite, come ad esempio: i due uomini erano nati nella stessa città lo stesso giorno, ed entrambi avevano sposato una donna con lo stesso nome, e il ristorante aveva aperto il giorno dell'incoronazione di Umberto. Si dice che l'assassinio di Umberto nel 1900 sia avvenuto lo stesso giorno in cui apprese la notizia che il ristoratore era morto in una sparatoria[33].
- Abraham Lincoln avrebbe detto alla moglie di aver visto due sue facce allo specchio, subito dopo essere stato eletto presidente, una delle quali era mortalmente pallida. La moglie avrebbe ritenuto che ciò significasse che sarebbe stato eletto per un secondo mandato, ma non sarebbe vissuto fino alla fine.
- Paradossalmente, anche l'assassino di Lincoln, John Wilkes Booth possiede un suo sosia accertato. Infatti, forse potrebbe non essere quello di Booth il cadavere crivellato di proiettili a Garret's Barn, in Virginia, presso Port Royal, come annunciato dal governo statunitense. Secondo la versione ufficiale, il soldato Boston Corbett uccise Booth il 26 aprile 1865. A molti contemporanei parve sospetta la fretta con cui il governo diramò il comunicato ufficiale, telegrafico, e senza attendere l'autopsia ufficiale del medico militare Joseph Barnes. Inoltre, dall'agenda personale di Booth mancano alcune pagine, comprese quelle che riguardano le quarantott'ore precedenti il decesso. Negli ambienti militari, infine, si discuteva circa la possibilità che non fosse di Booth il cadavere sottoposto ad autopsia, ma di un altro complice nella congiura. Un'amica di Booth, Kate Scott, verso la fine di luglio di quell'anno, riceve una lettera scritta a mano da un certo John Byron Wilkes, in cui le annuncia che sarebbe passato a casa sua il 15 settembre successivo a ritirare alcuni documenti che chiedeva fossero nel frattempo custoditi da lei. La signora riconobbe come autografa di Booth la grafia dello scritto e ricordò che l'assassino di Lincoln era solito utilizzare tale nome quando trattava affari economici. Inoltre, tale nome era spesso presente nelle locandine teatrali al posto di quello di Booth. Ancora più sorprendente era il fatto che il mittente ha incaricato ufficialmente la signora di ritirare documenti personali di Booth presso l'avvocato dell'ultimo. Nel 1867, il consolato britannico di San Francisco riceve la richiesta di un certo John Byron Wilkes di apporre il visto sul suo passaporto per poter entrare in India (al tempo, colonia britannica). Le generalità indicavano che il richiedente era nato in Gran Bretagna, a Sheffield il 15 dicembre 1822 da Samuel ed Olivia Wilkes e che era emigrato negli Stati Uniti nel 1850, a Terre Haute, in Indiana. Constatata la veridicità dei dati, le autorità inglesi concedono il visto. In effetti, il vero John Byron Wilkes lavorava come macchinista nelle ferrovie americane e morì nel 1916 senza mai essersi mosso dall'Indiana. Il falso Wilkes salpò il 21 aprile 1868 da San Francisco e dopo un mese arrivò a Ceylon. La nave che lo condusse in India era la "Pacific Queen", una delle navi unioniste che operava il blocco navale delle coste sudiste durante la guerra civile americana ed era al comando del capitano John Scott. Booth e il vero Wilkes non solo si conoscevano, ma erano pure molto amici, tutti e due britannici di origine. Alla morte del sedicente John Byron Wilkes a Gauhati, in India, il 12 ottobre 1883, il suo testamento venne spedito al notaio di Booth negli Stati Uniti. Booth era economicamente molto benestante e il signor Wilkes non era da meno, tanto che lasciava una cospicua eredità ai familiari, ai domestici ed ai conoscenti del vero Booth. Il notaio informò le autorità e il pagamento delle quote ereditarie venne bloccato fino a che il presidente statunitense Ulysses S. Grant non concesse il nulla osta nel 1886. Infine, pur essendo conservate presso l'arsenale di Washington alcune vertebre del cadavere di Booth, dal 1896, non sono stati concessi i permessi per effettuare i test comparativi sul DNA che alcuni discendenti di Booth avevano ufficialmente chiesto per poter chiudere la vicenda.[34]
- John Donne, il poeta metafisico inglese, avrebbe incontrato, nel 1612, il Doppelgänger della moglie a Parigi, che gli avrebbe preannunciato la morte della figlia non ancora nata.
- Percy Bysshe Shelley, poeta inglese, avrebbe incontrato il suo Doppelgänger che gli preannunciava la propria morte. Shelley comunque affermò di aver incontrato questo Doppelgänger in sogno,[35] non nella vita reale.
- Un esempio dell'età vittoriana fu la presunta apparizione del vice ammiraglio Sir George Tryon. Si dice che la figura del militare britannico abbia attraversato il salotto della sua casa di famiglia a Eaton Square, a Londra, guardando dritto davanti a sé, senza scambiare una parola con nessuno dei presenti attoniti. Era comparso istantaneamente davanti a diversi ospiti, ad una festa organizzata da sua moglie il 22 giugno 1893, mentre avrebbe dovuto trovarsi su una nave della Squadriglia Mediterranea, in manovra al largo delle coste della Siria. Successivamente, è stato riportato che era deceduto nell'affondamento della sua nave, la HMS Victoria, la notte stessa della misteriosa apparizione, dopo che questa si era scontrata con la HMS Camperdown a seguito di un ordine inspiegabile e bizzarro di virare con la nave nella direzione dell'altro vascello[36].
- Guy de Maupassant scrisse il racconto Lui, fingendo di registrare le esperienze con il proprio Doppelgänger. Alcuni pretendono che sia un reportage reale.[37] In un altro racconto, L'Horla, narra di un benestante professionista che viene perseguitato da un suo doppio malvagio ed invisibile che condurrà il protagonista prima alla follia, poi al suicidio.
- Un caso molto noto concerne la figura del Maresciallo di Francia Michel Ney ufficialmente fucilato per alto tradimento a Parigi il 7 dicembre 1815. Ebbene, un tal Peter Stuart Ney, proveniente dalla Francia, sbarcò il 29 gennaio 1819 a Charleston, porto della Carolina del Sud, in compagnia di Philip Petrie, un soldato che aveva combattuto tra le file della Grande Armée proprio agli ordini di Ney. Proprio Petrie nel 1874, testimoniò di avere riconosciuto l'ex maresciallo con assoluta certezza durante la traversata anche dalla ferita sulla guancia che si procurò sul campo di Waterloo, episodio che lo stesso Peter Stuart confermò poco prima di morire. Allo stesso modo, fu riconosciuto anche da numerosi altri rifugiati francesi nella prima città dove si trasferì, a Georgetown, nel Distretto di Columbia. Successivamente si trasferì per tre anni a Brownsville (New York) come maestro di scuola; infine, si spostò a Mocksville, nella Contea di Davie (Carolina del Nord), dove rimase fino alla morte, a parte un biennio dal 1828 al 1830 nella vicina Contea di Mecklenburg. Venne sepolto vicino a Salisbury, nella Contea di Rowan, nel 1846. La sua tomba è tuttora visibile. La data di nascita incisa sulla lapide, il 1769, coincide con la data di nascita del maresciallo Ney ed i grafologi hanno certificato la piena sovrapponibilità tra la scrittura del maresciallo napoleonico e quella del maestro americano, senza contare che Ney parlava fluentemente inglese, tedesco, latino e greco antico. Solo il test del DNA può risolvere il mistero che dura da duecento anni.[38]
- Nigel Watson ha riportato alcuni resoconti di avvistamenti di dischi volanti, nei quali ricorrono fenomeni di Doppelgänger.[39]
- Robert Dale Owen fu autore dello studio di un singolo caso di Doppelgänger relativo a Emilie Sagée. L'episodio gli venne riferito da Julie von Güldenstubbe, un'aristocratica lettone. La Von Güldenstubbe riferì che tra il 1845 e il 1846, all'età di tredici anni, sarebbe stata testimone insieme ad altri bambini del fenomeno di bilocazione della sua insegnante di lingua francese Sagée, in pieno giorno, all'interno dell'istituto educativo (Pensionat von Neuwelcke). Il Doppelgänger della Sagée avrebbe mimato l'azione dello scrivere e del mangiare, si sarebbe mossa indipendentemente dalla Sagée, apparendo in piena salute mentre la Sagée era gravemente malata. Inoltre il Doppelgänger avrebbe esercitato resistenza al tocco, pur non avendo consistenza fisica (una ragazza sarebbe passata attraverso il corpo del Doppelgänger).[40]

## Nella commercializzazione digitale
Viene definita Doppelgänger brand image (o D.B.I.) la rappresentazione negativa di un marchio commerciale effettuata sotto forma di testo critico e/o immagini caricaturali. Essa viene creata e diffusa dagli utenti del web attraverso i social media e rappresenta una critica pubblica all'autenticità e genuinità del messaggio promozionale che sostiene un prodotto.